# عصر الأوروسيري
عصر الأوروسيري (باللاتينية: Orosirian)، (بالإغريقية : oroseirá = ὀροσειρά = «سلسلة الجبال»)، وهو ثالث عصور حقبة الطلائع القديمة، امتد من 2050 إلى 1800 مليون سنة مضت، لمدة 250 مليون سنة تقريبا. تم تعريف هذا العصر زمنياً ولا يُشار إليه بمستوى معين لطبقة صخرية على الأرض.

## أحداث
شهد النصف الأخير من هذا العصر سلسلة أحداث مكثفة من تكون الجبال في جميع القارات تقريبا. حدث في هذا العصر أكبر اصطدامين على الأرض. في بداية هذه الفترة قبل 2,023 مليون سنة تكونت فوهة فريديفورت بسبب اصطدام كويكب كبير. وعند اقتراب نهاية هذا العصر قبل 1,850 مليون سنة وقعت حادثة تكون بسببها حوض سدبوري. وفي نهاية هذا العصر تشكلت قارة كولومبيا العظمى.
أطلق على الفترة الزمنية من 2,060 إلى 1,780 مليون سنة مضت تسمية أخرى تقوم على الأساس الطبقي بدلا من الزمني وهي الكولومبي (Columbian) وكان قد اقترحه «غاردستين» في عام 2012 على أساس التعريف الطبقي بدلاً من الزمني، في مراجعة الجدول الزمن الجيولوجي. لكن، اعتبارًا من فبراير 2017، لم يعتمد رسميا بعد من قبل الاتحاد الدولي للعلوم الجيولوجية.